# 어이커

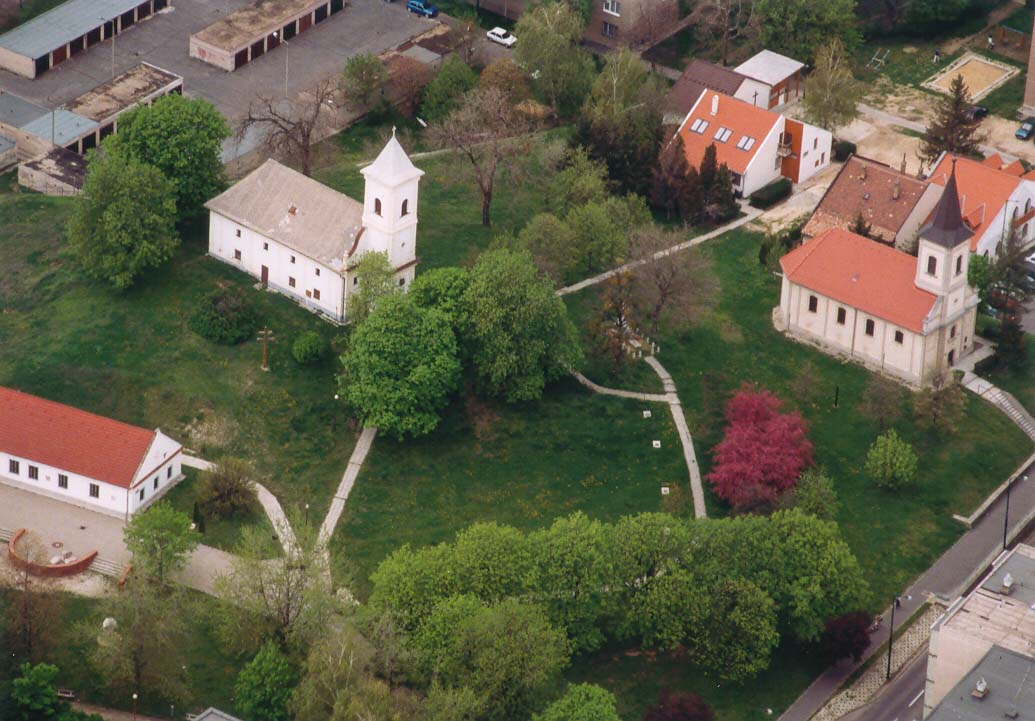
어이커

어이커(헝가리어: Ajka)는 헝가리 베스프렘 주에 위치한 도시로, 면적은 95.05km2, 인구는 31,334명(2004년 기준), 인구 밀도는 329.65명/km2이다.

시 문장

## 역사
기원전 1000년경부터 켈트족이 살았다고 전해진다. 2세기 때 로마 제국에 정복되었으며 10세기 무렵까지 헝가리인의 지배를 받았다. 19세기 후반 석탄이 발견되었고 1930년대 보크사이트가 발견되면서 급속히 발전했다. 1937년 세계 최초로 크립톤 공장이 어이커 교외에 건설되었다. 1960년 4개 마을이 합병되어 신설되었다.

## 사고
2010년 10월 5일 어이커에 있던 알루미늄 공장에서 슬러지가 유출되는 사고가 발생했다.

## 자매 도시
- 루마니아 크리스투루세쿠이에스크
- 핀란드 로바니에미
- 독일 우나